# Vuelta a España 2015
La Vuelta a España 2015, settantesima edizione della corsa ciclistica iberica e valida come ventitreesima prova dell'UCI World Tour 2015 si è svolta in ventuno tappe dal 22 agosto al 13 settembre 2015, per un percorso totale di 3 358,1 km. La vittoria fu appannaggio dell'italiano Fabio Aru in forza all'Astana Pro Team.

## Tappe
| Tappa  | Data         | Percorso                                        | km      | Vincitore di tappa   | Leader cl. generale |
| ------ | ------------ | ----------------------------------------------- | ------- | -------------------- | ------------------- |
| 1ª     | 22 agosto    | Puerto Banús > Marbella (cron. a squadre)       | 7,4     | BMC Racing Team      | Peter Velits        |
| 2ª     | 23 agosto    | Alhaurín de la Torre > Caminito del Rey         | 158,7   | Esteban Chaves       | Esteban Chaves      |
| 3ª     | 24 agosto    | Mijas > Malaga                                  | 158,4   | Peter Sagan          | Esteban Chaves      |
| 4ª     | 25 agosto    | Estepona > Vejer de la Frontera                 | 209,6   | Alejandro Valverde   | Esteban Chaves      |
| 5ª     | 26 agosto    | Rota > Alcalá de Guadaíra                       | 167,3   | Caleb Ewan           | Tom Dumoulin        |
| 6ª     | 27 agosto    | Cordova > Sierra de Cazorla                     | 200,3   | Esteban Chaves       | Esteban Chaves      |
| 7ª     | 28 agosto    | Jódar > La Alpujarra                            | 191,1   | Bert-Jan Lindeman    | Esteban Chaves      |
| 8ª     | 29 agosto    | Puebla de Don Fadrique > Murcia                 | 182,5   | Jasper Stuyven       | Esteban Chaves      |
| 9ª     | 30 agosto    | Torrevieja > Cumbre del Sol/Benitatxell         | 168,3   | Tom Dumoulin         | Tom Dumoulin        |
| 10ª    | 31 agosto    | Valencia > Castellón de la Plana                | 146,6   | Kristian Sbaragli    | Tom Dumoulin        |
|        | 1º settembre | giorno di riposo                                |         |                      |                     |
| 11ª    | 2 settembre  | Andorra la Vella (AND) > Cortals d'Encamp (AND) | 138     | Mikel Landa          | Fabio Aru           |
| 12ª    | 3 settembre  | Escaldes-Engordany/Andorra (AND) > Lleida       | 173     | Danny van Poppel     | Fabio Aru           |
| 13ª    | 4 settembre  | Calatayud > Tarazona                            | 178     | Nelson Oliveira      | Fabio Aru           |
| 14ª    | 5 settembre  | Vitoria > Alto Campoo/Fuente del Chivo          | 215     | Alessandro De Marchi | Fabio Aru           |
| 15ª    | 6 settembre  | Comillas > Sotres/Cabrales                      | 175,8   | Joaquim Rodríguez    | Fabio Aru           |
| 16ª    | 7 settembre  | Luarca > Ermita de Alba/Quirós                  | 185     | Fränk Schleck        | Joaquim Rodríguez   |
|        | 8 settembre  | giorno di riposo                                |         |                      |                     |
| 17ª    | 9 settembre  | Burgos > Burgos (cron. individuale)             | 38,7    | Tom Dumoulin         | Tom Dumoulin        |
| 18ª    | 10 settembre | Roa > Riaza                                     | 204     | Nicolas Roche        | Tom Dumoulin        |
| 19ª    | 11 settembre | Medina del Campo > Avila                        | 185,8   | Alexis Gougeard      | Tom Dumoulin        |
| 20ª    | 12 settembre | San Lorenzo de El Escorial > Cercedilla         | 175,8   | Rubén Plaza          | Fabio Aru           |
| 21ª    | 13 settembre | Alcalá de Henares > Madrid                      | 98,8    | John Degenkolb       | Fabio Aru           |
| Totale | Totale       | Totale                                          | 3 358,1 |                      |                     |

## Squadre e corridori partecipanti
Alla Vuelta a España 2015 sono state invitate 22 squadre: le diciassette iscritte all'UCI World Tour, più cinque formazioni con licenza Professional Continental (la spagnola Caja Rural-Seguros RGA, le francesi Cofidis, Solutions Credits e Team Europcar, la colombiana Colombia e la sudafricana MTN-Qhubeka).
| N.      | Cod. | Squadra                    |
| ------- | ---- | -------------------------- |
| 1-9     | SKY  | Team Sky                   |
| 11-19   | ALM  | AG2R La Mondiale           |
| 21-29   | AST  | Astana Pro Team            |
| 31-39   | BMC  | BMC Racing Team            |
| 41-49   | CJR  | Caja Rural-Seguros RGA     |
| 51-59   | COF  | Cofidis, Solutions Credits |
| 61-69   | COL  | Colombia                   |
| 71-79   | EQS  | Etixx-Quick Step           |
| 81-89   | FDJ  | FDJ                        |
| 91-99   | IAM  | IAM Cycling                |
| 101-109 | LAM  | Lampre-Merida              |

| N.      | Cod. | Squadra                |
| ------- | ---- | ---------------------- |
| 111-119 | LTS  | Lotto-Soudal           |
| 121-129 | MOV  | Movistar Team          |
| 131-139 | MTN  | MTN-Qhubeka            |
| 141-149 | OGE  | Orica-GreenEDGE        |
| 151-159 | TCG  | Team Cannondale-Garmin |
| 161-169 | EUC  | Team Europcar          |
| 171-179 | TGA  | Team Giant-Alpecin     |
| 181-189 | KAT  | Team Katusha           |
| 191-199 | TLJ  | Team Lotto NL-Jumbo    |
| 201-209 | TCS  | Tinkoff-Saxo           |
| 211-219 | TFR  | Trek Factory Racing    |

## Dettaglio delle tappe

### 1ª tappa
- 22 agosto: Puerto Banús > Marbella – Cronometro a squadre – 7,4 km

Risultati
| Pos. | Squadra         | Tempo |
| ---- | --------------- | ----- |
| 1    | BMC Racing Team | 8'10" |
| 2    | Tinkoff-Saxo    | a 1"  |
| 3    | Orica-GreenEDGE | s.t.  |

| Pos. | Corridore     | Squadra       | Tempo |
| ---- | ------------- | ------------- | ----- |
| 1    | Peter Velits  | BMC           | -     |
| 2    | non assegnata | non assegnata | -     |
| 3    | non assegnata | non assegnata | -     |

Descrizione e riassunto
La prima tappa della 70ª edizione della Vuelta scatta da Puerto Banús, lungomare di Marbella, lungo una passerella in legno a ridosso della spiaggia, fino a Marbella. Proprio per questa vicinanza, il giorno prima della prova viene riscontrata un'eccessiva presenza di sabbia lungo i 7 chilometri previsti, di conseguenza l'organizzazione decide per la neutralizzazione della tappa ai fini della classifica generale (la maglia rossa viene comunque consegnata al primo atleta della squadra con il miglior tempo). Le favorite sono la BMC, l'Etixx e il Team Sky. Gli inglesi tuttavia non prendono rischi lungo l'insolito percorso (insieme a molte altre squadre con uomini di classifica), e i belgi non fanno registrare una buona prestazione. La crono viene dunque vinta dalla BMC, con la maglia di leader sulle spalle dello slovacco Peter Velits. La classifica generale non viene però stilata, lasciandola in sospeso fino alla successiva tappa in linea.

### 2ª tappa
- 23 agosto: Alhaurín de la Torre > Caminito del Rey – 158,7 km

Risultati
| Pos. | Corridore      | Squadra | Tempo    |
| ---- | -------------- | ------- | -------- |
| 1    | Esteban Chaves | Orica   | 3h57'25" |
| 2    | Tom Dumoulin   | Giant   | a 1"     |
| 3    | Nicolas Roche  | Sky     | a 9"     |

| Pos. | Corridore      | Squadra | Tempo    |
| ---- | -------------- | ------- | -------- |
| 1    | Esteban Chaves | Orica   | 3h57'15" |
| 2    | Tom Dumoulin   | Giant   | a 5"     |
| 3    | Nicolas Roche  | Sky     | a 15"    |

Descrizione e riassunto
Prima tappa in linea della Vuelta 2015, con arrivo in salita. A vincere è il colombiano Esteban Chaves, che scatta insieme a Tom Dumoulin e Nicolas Roche, battendo poi l'olandese in volata. In seguito alla neutralizzazione della cronosquadre, lo scalatore colombiano balza in testa alla classifica generale.

### 3ª tappa
- 24 agosto: Mijas > Malaga – 158,4 km

Risultati
| Pos. | Corridore      | Squadra | Tempo    |
| ---- | -------------- | ------- | -------- |
| 1    | Peter Sagan    | Tinkoff | 4h06'46" |
| 2    | Nacer Bouhanni | Cofidis | s.t.     |
| 3    | John Degenkolb | Giant   | s.t.     |

| Pos. | Corridore      | Squadra | Tempo    |
| ---- | -------------- | ------- | -------- |
| 1    | Esteban Chaves | Orica   | 8h04'01" |
| 2    | Tom Dumoulin   | Giant   | a 5"     |
| 3    | Nicolas Roche  | Sky     | a 15"    |

Descrizione e riassunto
La terza tappa di quest'edizione prevede un percorso pianeggiante, con arrivo adatto ai velocisti. Infatti sul traguardo di Malaga a vincere è Peter Sagan, che con una volata di potenza ha la meglio sui rivali.

### 4ª tappa
- 25 agosto: Estepona > Vejer de la Frontera – 209,6 km

Risultati
| Pos. | Corridore          | Squadra  | Tempo    |
| ---- | ------------------ | -------- | -------- |
| 1    | Alejandro Valverde | Movistar | 5h07'30" |
| 2    | Peter Sagan        | Tinkoff  | s.t.     |
| 3    | Daniel Moreno      | Katusha  | s.t.     |

| Pos. | Corridore      | Squadra | Tempo     |
| ---- | -------------- | ------- | --------- |
| 1    | Esteban Chaves | Orica   | 13h11'31" |
| 2    | Tom Dumoulin   | Giant   | a 5"      |
| 3    | Nicolas Roche  | Sky     | a 15"     |

Descrizione e riassunto
Tappa accidentata la quarta della Vuelta 2015, con l'arrivo posto al termine di una breve ascesa, che tuttavia non tagliava fuori dai pronostici i velocisti più resistenti. In realtà l'arrivo si dimostra più duro del previsto, e a prevalere è il corridore di casa Alejandro Valverde, davanti a Peter Sagan, al termine di una volata in salita.

### 5ª tappa
- 26 agosto: Rota > Alcalá de Guadaíra – 167,3 km

Risultati
| Pos. | Corridore      | Squadra | Tempo    |
| ---- | -------------- | ------- | -------- |
| 1    | Caleb Ewan     | Orica   | 3h57'28" |
| 2    | John Degenkolb | Giant   | s.t.     |
| 3    | Peter Sagan    | Tinkoff | s.t.     |

| Pos. | Corridore      | Squadra | Tempo     |
| ---- | -------------- | ------- | --------- |
| 1    | Tom Dumoulin   | Giant   | 17h09'06" |
| 2    | Esteban Chaves | Orica   | a 1"      |
| 3    | Nicolas Roche  | Sky     | a 16"     |

Descrizione e riassunto
La quinta tappa propone un arrivo per velocisti, con gli ultimi 800 metri che però non sono pianeggianti, ma presentano pendenze allo 0,5%, rendendo molto importante il tempismo. A vincere è il giovanissimo Caleb Ewan, che si impone con una volata di potenza in rimonta su John Degenkolb, partito troppo lungo. Si tratta del più giovane vincitore di tappa di un grande Giro dai tempi di Moreno Argentin al Giro d'Italia 1981. A causa dei buchi nel finale, Esteban Chaves perde la maglia di leader a favore di Tom Dumoulin.

### 6ª tappa
- 27 agosto: Cordova > Sierra de Cazorla – 200,3 km

Risultati
| Pos. | Corridore      | Squadra    | Tempo    |
| ---- | -------------- | ---------- | -------- |
| 1    | Esteban Chaves | Orica      | 4h46'16" |
| 2    | Daniel Martin  | Cannondale | a 5"     |
| 3    | Tom Dumoulin   | Giant      | s.t.     |

| Pos. | Corridore      | Squadra    | Tempo     |
| ---- | -------------- | ---------- | --------- |
| 1    | Esteban Chaves | Orica      | 21h55'13" |
| 2    | Tom Dumoulin   | Giant      | a 10"     |
| 3    | Daniel Martin  | Cannondale | a 33"     |

Descrizione e riassunto
Ancora un arrivo in salita per la sesta tappa, al termine di un'ascesa di 3,8 km. A vincere è nuovamente il colombiano Esteban Chaves, che scatta ad inizio salita senza più essere ripreso. Con questa seconda vittoria, Chaves strappa la maglia rossa a Tom Dumoulin, a cui non basta l'ottimo 3º posto di tappa per mantenere il simbolo del primato.

### 7ª tappa
- 28 agosto: Jódar > La Alpujarra – 191,1 km

Risultati
| Pos. | Corridore         | Squadra  | Tempo    |
| ---- | ----------------- | -------- | -------- |
| 1    | Bert-Jan Lindeman | Lotto NL | 5h10'24" |
| 2    | Ilia Koshevoy     | Lampre   | a 9"     |
| 3    | Fabio Aru         | Astana   | a 29"    |

| Pos. | Corridore      | Squadra    | Tempo     |
| ---- | -------------- | ---------- | --------- |
| 1    | Esteban Chaves | Orica      | 27h06'13" |
| 2    | Tom Dumoulin   | Giant      | a 10"     |
| 3    | Daniel Martin  | Cannondale | a 33"     |

Descrizione e riassunto
La settima tappa propone nuovamente un arrivo in salita. L'ascesa finale, lunga 18 km, è però irregolare, presentando anche un tratto di pianura. A vincere è l'olandese Bert-Jan Lindeman, che batte in volata il suo compagno di fuga Ilia Koshevoy. Fabio Aru scatta dal gruppo a 2 km dalla conclusione, guadagnando 7" sul gruppo dei migliori. Attardato Chris Froome, che paga circa 30" ai rivali.

### 8ª tappa
- 29 agosto: Puebla de Don Fadrique > Murcia – 182,5 km

Risultati
| Pos. | Corridore      | Squadra    | Tempo    |
| ---- | -------------- | ---------- | -------- |
| 1    | Jasper Stuyven | Trek       | 4h06'05" |
| 2    | Pello Bilbao   | Caja Rural | s.t.     |
| 3    | Kévin Réza     | FDJ        | s.t.     |

| Pos. | Corridore      | Squadra | Tempo     |
| ---- | -------------- | ------- | --------- |
| 1    | Esteban Chaves | Orica   | 31h12'18" |
| 2    | Tom Dumoulin   | Giant   | a 10"     |
| 3    | Nicolas Roche  | Sky     | a 36"     |

Descrizione e riassunto
L'ottava tappa della Vuelta si risolve con una volata di un gruppo di 60 corridori, che premia il belga Jasper Stuyven. Da segnalare l'incidente capitato a Peter Sagan, investito da una moto della televisione spagnola.

### 9ª tappa
- 30 agosto: Torrevieja > Cumbre del Sol/Benitatxell – 168,3 km

Risultati
| Pos. | Corridore         | Squadra | Tempo    |
| ---- | ----------------- | ------- | -------- |
| 1    | Tom Dumoulin      | Giant   | 4h09'55" |
| 2    | Chris Froome      | Sky     | a 2"     |
| 3    | Joaquim Rodríguez | Katusha | a 5"     |

| Pos. | Corridore         | Squadra | Tempo     |
| ---- | ----------------- | ------- | --------- |
| 1    | Tom Dumoulin      | Giant   | 35h22'13" |
| 2    | Joaquim Rodríguez | Katusha | a 57"     |
| 3    | Esteban Chaves    | Orica   | a 59"     |

Descrizione e riassunto
Tappa pressoché pianeggiante fino a 5 chilometri dalla conclusione, dove inizia l'ascesa finale. Sull'ultima salita, i big si danno battaglia, scattando a ripetizione. Tom Dumoulin sembra fare la differenza, prima che Chris Froome insieme a Joaquim Rodríguez rinvengano sull'olandese, con il britannico che prova ad andarsene a 300 metri dall'arrivo, salvo poi essere ripreso e saltato a 75 metri dalla linea dal redivivo Dumoulin, che vince la tappa e si prende anche la leadership della Vuelta, sfruttando le non poche difficoltà di Esteban Chaves.

### 10ª tappa
- 31 agosto: Valencia > Castellón de la Plana – 146,6 km

Risultati
| Pos. | Corridore          | Squadra  | Tempo    |
| ---- | ------------------ | -------- | -------- |
| 1    | Kristian Sbaragli  | MTN      | 3h12'43" |
| 2    | John Degenkolb     | Giant    | s.t.     |
| 3    | José Joaquín Rojas | Movistar | s.t.     |

| Pos. | Corridore         | Squadra | Tempo     |
| ---- | ----------------- | ------- | --------- |
| 1    | Tom Dumoulin      | Giant   | 38h34'56" |
| 2    | Joaquim Rodríguez | Katusha | a 57"     |
| 3    | Esteban Chaves    | Orica   | a 59"     |

Descrizione e riassunto
La decima tappa si conclude con una volata di gruppo, che premia l'italiano Kristian Sbaragli, che resiste alla volata in rimonta di John Degenkolb.

### 11ª tappa
- 2 settembre: Andorra la Vella (Andorra) > Cortals d'Encamp (Andorra) – 138 km

Risultati
| Pos. | Corridore   | Squadra | Tempo    |
| ---- | ----------- | ------- | -------- |
| 1    | Mikel Landa | Astana  | 4h34'54" |
| 2    | Fabio Aru   | Astana  | a 1'22"  |
| 3    | Ian Boswell | Sky     | a 1'40"  |

| Pos. | Corridore         | Squadra | Tempo     |
| ---- | ----------------- | ------- | --------- |
| 1    | Fabio Aru         | Astana  | 43h12'19" |
| 2    | Joaquim Rodríguez | Katusha | a 27"     |
| 3    | Tom Dumoulin      | Giant   | a 30"     |

Descrizione e riassunto
Dopo il giorno di riposo, il tracciato propone una durissima tappa, corsa tutta in territorio andorrano. I colli da scalare sono cinque, con l'arrivo inedito a Cortals d'Encamp, per un totale di più di 5000 metri di dislivello positivo. Sulla prima ascesa di giornata Chris Froome cade, finendo contro un muretto. Riesce a ripartire, riportandosi con difficoltà sul gruppo dei favoriti. Sulla terzultima ascesa, il Col de la Gallina, l'Astana aumenta il ritmo, facendo molta selezione; ne fa le spese proprio Froome che va in crisi. Sull'ultima ascesa poi, Mikel Landa, lanciato dalla fuga, scatta andando a vincere la tappa, mentre dietro il suo capitano Fabio Aru esce dal gruppo facendo la differenza. Al traguardo l'italiano è secondo, e conquista la maglia rossa, staccando il leader Tom Dumoulin di 1'37"; l'olandese riesce a mantenere la terza posizione in classifica, superato anche da Joaquim Rodríguez (5° sul traguardo).

### 12ª tappa
- 3 settembre: Escaldes-Engordany/Andorra (Andorra) > Lleida – 173 km

Risultati
| Pos. | Corridore          | Squadra      | Tempo    |
| ---- | ------------------ | ------------ | -------- |
| 1    | Danny van Poppel   | Trek         | 4h02'11" |
| 2    | Daryl Impey        | Orica        | s.t.     |
| 3    | Tosh Van Der Sande | Lotto-Soudal | s.t.     |

| Pos. | Corridore         | Squadra | Tempo     |
| ---- | ----------------- | ------- | --------- |
| 1    | Fabio Aru         | Astana  | 47h14'30" |
| 2    | Joaquim Rodríguez | Katusha | a 27"     |
| 3    | Tom Dumoulin      | Giant   | a 30"     |

Descrizione e riassunto
La tappa seguente alla massacrante cavalcata pirenaica si presenta come frazione per velocisti, con una sola asperità nella parte iniziale. Non è presente al via Chris Froome, ritiratosi dopo aver concluso la tappa precedente con una frattura al piede dovuta alla caduta. La previsione di volata è rispettata, infatti la tappa si risolve con la vittoria dell'olandese Danny Van Poppel.

### 13ª tappa
- 4 settembre: Calatayud > Tarazona – 178 km

Risultati
| Pos. | Corridore       | Squadra | Tempo    |
| ---- | --------------- | ------- | -------- |
| 1    | Nelson Oliveira | Lampre  | 4h14'01" |
| 2    | Julien Simon    | Cofidis | a 1'00"  |
| 3    | Nicolas Roche   | Sky     | s.t.     |

| Pos. | Corridore         | Squadra | Tempo     |
| ---- | ----------------- | ------- | --------- |
| 1    | Fabio Aru         | Astana  | 51h33'19" |
| 2    | Joaquim Rodríguez | Katusha | a 27"     |
| 3    | Tom Dumoulin      | Giant   | a 30"     |

Descrizione e riassunto
Tappa adatta alle fughe, e infatti a trionfare è Nelson Oliveira che vince dopo aver staccato i compagni di fuga nell'ultima discesa.

### 14ª tappa
- 5 settembre: Vitoria > Alto Campoo/Fuente del Chivo – 215 km

Risultati
| Pos. | Corridore            | Squadra  | Tempo    |
| ---- | -------------------- | -------- | -------- |
| 1    | Alessandro De Marchi | BMC      | 5h43'12" |
| 2    | Salvatore Puccio     | Sky      | a 21"    |
| 3    | José Joaquín Rojas   | Movistar | a 32"    |

| Pos. | Corridore         | Squadra | Tempo     |
| ---- | ----------------- | ------- | --------- |
| 1    | Fabio Aru         | Astana  | 57h20'10" |
| 2    | Joaquim Rodríguez | Katusha | a 26"     |
| 3    | Tom Dumoulin      | Giant   | a 49"     |

Descrizione e riassunto
Prima tappa di montagna del temibile trittico che potrebbe decidere la Vuelta. A vincere è il friulano Alessandro De Marchi, che piega i compagni di fuga sull'ultima ascesa. Tra i big, il primo a scattare è la maglia rossa Fabio Aru, a cui risponde solo Nairo Quintana. All'ultimo chilometro li raggiunge un terzetto comprendente Joaquim Rodríguez, che poi nel finale scatta precedendo di 1" Aru. Tom Dumoulin perde 19" dall'italiano sul traguardo.

### 15ª tappa
- 6 settembre: Comillas > Sotres/Cabrales – 175,8 km

Risultati
| Pos. | Corridore         | Squadra      | Tempo    |
| ---- | ----------------- | ------------ | -------- |
| 1    | Joaquim Rodríguez | Katusha      | 4h33'31" |
| 2    | Rafał Majka       | Tinkoff-Saxo | a 12"    |
| 3    | Daniel Moreno     | Katusha      | a 14"    |

| Pos. | Corridore         | Squadra      | Tempo     |
| ---- | ----------------- | ------------ | --------- |
| 1    | Fabio Aru         | Astana       | 61h53'56" |
| 2    | Joaquim Rodríguez | Katusha      | a 1"      |
| 3    | Rafał Majka       | Tinkoff-Saxo | a 1'24"   |

Descrizione e riassunto
Seconda tappa del trittico asturiano, con l'arrivo posto su una salita di circa 13 km che presenta nel finale rampe ben oltre il 10% di pendenza. Favorito d'obbligo Purito Rodríguez. Il catalano non delude, andando a vincere scattando nel finale e staccando tutti i rivali. Guadagna anche i 10" dell'abbuono e si porta a solo 1" da Fabio Aru, giunto 5° sul traguardo a 15 secondi. Tom Dumoulin paga un dazio importante, cedendo 51" al vincitore di tappa, uscendo così dalla top 3.

### 16ª tappa
- 7 settembre: Luarca > Ermito de Alba-Quirós – 185 km

Risultati
| Pos. | Corridore      | Squadra    | Tempo    |
| ---- | -------------- | ---------- | -------- |
| 1    | Fränk Schleck  | Trek       | 5h49'56" |
| 2    | Rodolfo Torres | Colombia   | a 1'10"  |
| 3    | Moreno Moser   | Cannondale | a 1'48"  |

| Pos. | Corridore         | Squadra      | Tempo     |
| ---- | ----------------- | ------------ | --------- |
| 1    | Joaquim Rodríguez | Katusha      | 67h52'44" |
| 2    | Fabio Aru         | Astana       | a 1"      |
| 3    | Rafał Majka       | Tinkoff-Saxo | a 1'35"   |

Descrizione e riassunto
Ultima tappa del trittico asturiano, e anche ultimo arrivo in salita di questa Vuelta; la tappa si presenta come una delle più dure, insieme a quella di Andorra, di quest'edizione (l'ultima ascesa lunga 6,8 chilometri presenta una pendenza media superiore all'11%); ed anche l'ultima opportunità per Joaquim Rodríguez e Fabio Aru per mettere più tempo possibile fra loro e Tom Dumoulin, molto più abile di loro nelle prove contro il tempo. Il gruppo lascia andare via una fuga che arriva a toccare anche i 22 minuti di vantaggio. e la tappa viene vinta proprio da un fuggitivo, il veterano Fränk Schleck, che stacca i suoi avversari uno ad uno. Tra i big prevale l'attendismo: la corsa s'infiamma infatti solo negli ultimi 1000 metri, i più difficili, con lo scatto di Rodríguez che al traguardo guadagna 2" ad Aru; pochi, che però bastano per strappare il simbolo del primato all'italiano dell'Astana. Dumoulin limita bene i danni perdendo 27" dal catalano.

### 17ª tappa
- 9 settembre: Burgos > Burgos – Cronometro individuale – 38,7 km

Risultati
| Pos. | Corridore          | Squadra      | Tempo   |
| ---- | ------------------ | ------------ | ------- |
| 1    | Tom Dumoulin       | Giant        | 46'01"  |
| 2    | Maciej Bodnar      | Tinkoff-Saxo | a 1'04" |
| 3    | Alejandro Valverde | Movistar     | a 1'08" |

| Pos. | Corridore         | Squadra | Tempo     |
| ---- | ----------------- | ------- | --------- |
| 1    | Tom Dumoulin      | Giant   | 68h40'36" |
| 2    | Fabio Aru         | Astana  | a 3"      |
| 3    | Joaquim Rodríguez | Katusha | a 1'15"   |

Descrizione e riassunto
Dopo il giorno di riposo, si riparte con una cronometro lungo le strade e la periferia di Burgos. Il favorito d'obbligo è Tom Dumoulin, già sul podio mondiale della specialità nel 2014, che parte da 4º in classifica, con un distacco di 1'51" dal leader Joaquim Rodríguez. Tutte le previsioni sono rispettate, infatti Dumoulin vince la tappa e si prende la maglia rossa, con soli 3" di vantaggio su Fabio Aru (che limita i danni finendo a 1'53" dal neerlandese) e 1'15" su Rodríguez, che naufraga a più di 3'. Rientrano in corsa per il podio anche Alejandro Valverde e Nairo Quintana (3º e 6º classificato rispettivamente), mentre Rafał Majka non compie una buona prestazione, scivolando alla 4ª posizione della generale, con un distacco di 2'22" dal nuovo leader.

### 18ª tappa
- 10 settembre: Roa > Riaza – 204 km

Risultati
| Pos. | Corridore       | Squadra    | Tempo    |
| ---- | --------------- | ---------- | -------- |
| 1    | Nicolas Roche   | Sky        | 5h03'59" |
| 2    | Haimar Zubeldia | Trek       | s.t.     |
| 3    | José Gonçalves  | Caja Rural | a 18"    |

| Pos. | Corridore         | Squadra | Tempo     |
| ---- | ----------------- | ------- | --------- |
| 1    | Tom Dumoulin      | Giant   | 73h45'13" |
| 2    | Fabio Aru         | Astana  | a 3"      |
| 3    | Joaquim Rodríguez | Katusha | a 1'15"   |

Descrizione e riassunto
Dopo la cronometro che ha sancito il ritorno in maglia rossa di Tom Dumoulin, inizia il trittico finale, che, seppur senza arrivi in salita, offre possibilità di attacco al capoclassifica. Infatti questa frazione prevede un'ascesa di 8 chilometri terminante a 13 km dal traguardo. La tappa viene vinta da Nicolas Roche, già piazzato nelle prime frazioni, in volata sull'esperto corridore spagnolo Haimar Zubeldia, al termine di una fuga. Nel gruppo dei migliori parte la bagarre sull'ultima ascesa con i ripetuti attacchi di Fabio Aru, che non riesce a staccare nemmeno di 1 metro Dumoulin, che fa tutta la salita alla ruota dell'italiano rispondendo sempre agli attacchi. In cima al GPM, scollinano insieme i primi 12 corridori della generale, che poi arrivano a disputare la volata per il 4º posto vinta da Alejandro Valverde. Nessuna variazione in classifica.

### 19ª tappa
- 11 settembre: Medina del Campo > Avila – 185,8 km

Risultati
| Pos. | Corridore       | Squadra      | Tempo    |
| ---- | --------------- | ------------ | -------- |
| 1    | Alexis Gougeard | AG2R         | 4h19'20" |
| 2    | Nélson Oliveira | Lampre       | a 40"    |
| 3    | Maxime Monfort  | Lotto-Soudal | a 44"    |

| Pos. | Corridore         | Squadra | Tempo     |
| ---- | ----------------- | ------- | --------- |
| 1    | Tom Dumoulin      | Giant   | 78h20'51" |
| 2    | Fabio Aru         | Astana  | a 6"      |
| 3    | Joaquim Rodríguez | Katusha | a 1'24"   |

Descrizione e riassunto
Tom Dumoulin guadagna 3" su Fabio Aru e 9" su Joaquim Rodríguez.

### 20ª tappa
- 12 settembre: San Lorenzo de El Escorial > Cercedilla – 175,8 km

Risultati
| Pos. | Corridore            | Squadra    | Tempo    |
| ---- | -------------------- | ---------- | -------- |
| 1    | Rubén Plaza          | Lampre     | 4h37'05" |
| 2    | José Gonçalves       | Caja Rural | a 1'07"  |
| 3    | Alessandro De Marchi | BMC        | a 1'08"  |

| Pos. | Corridore         | Squadra      | Tempo     |
| ---- | ----------------- | ------------ | --------- |
| 1    | Fabio Aru         | Astana       | 83h01'40" |
| 2    | Joaquim Rodríguez | Katusha      | a 1'17"   |
| 3    | Rafał Majka       | Tinkoff-Saxo | a 1'29"   |

Descrizione e riassunto
Ultima possibilità di cambiare la classifica della Vuelta e ultime possibilità per gli inseguitori di Tom Dumoulin di metterlo in difficoltà e provare a scavalcarlo in classifica. È la Astana di Fabio Aru a prendere in mano l'iniziativa e a provare a far saltare il banco. La strategia riesce e il sardo riconquista il simbolo del primato in quanto Dumoulin ha una giornata no, e incappa in un crollo importante, che lo fa scivolare addirittura al sesto posto finale.

### 21ª tappa
- 13 settembre: Alcalá de Henares > Madrid – 98,8 km

Risultati
| Pos. | Corridore        | Squadra | Tempo    |
| ---- | ---------------- | ------- | -------- |
| 1    | John Degenkolb   | Giant   | 2h34'13" |
| 2    | Danny van Poppel | Trek    | s.t.     |
| 3    | Jempy Drucker    | BMC     | s.t.     |

| Pos. | Corridore         | Squadra      | Tempo     |
| ---- | ----------------- | ------------ | --------- |
| 1    | Fabio Aru         | Astana       | 85h36'13" |
| 2    | Joaquim Rodríguez | Katusha      | a 57"     |
| 3    | Rafał Majka       | Tinkoff-Saxo | a 1'09"   |

Descrizione e riassunto
Passerella finale a Madrid con consueta volata di gruppo, a vincere è John Degenkolb, davanti a Danny van Poppel e a Jempy Drucker.
Fabio Aru vince il suo primo Grande Giro, davanti a Joaquim Rodríguez, che vince la maglia bianca, e a Rafał Majka. Alejandro Valverde vince la maglia verde, mentre Omar Fraile fa sua la maglia a pois del miglior scalatore.

## Evoluzione delle classifiche
| Tappa              | Vincitore            | Classifica generale Maglia rossa | Classifica a punti Maglia verde | Classifica della montagna Maglia a pois | Classifica combinata Maglia bianca | Classifica a squadre | Premio combattività  |
| ------------------ | -------------------- | -------------------------------- | ------------------------------- | --------------------------------------- | ---------------------------------- | -------------------- | -------------------- |
| 1ª                 | BMC Racing Team      | Peter Velits                     | non assegnata                   | non assegnata                           | non assegnata                      | BMC Racing Team      | Cameron Meyer        |
| 2ª                 | Esteban Chaves       | Esteban Chaves                   | Esteban Chaves                  | Esteban Chaves                          | Esteban Chaves                     | Team Sky             | José Gonçalves       |
| 3ª                 | Peter Sagan          | Esteban Chaves                   | Esteban Chaves                  | Omar Fraile                             | Esteban Chaves                     | Team Sky             | Omar Fraile          |
| 4ª                 | Alejandro Valverde   | Esteban Chaves                   | Peter Sagan                     | Omar Fraile                             | Esteban Chaves                     | Team Sky             | Brayan Ramírez       |
| 5ª                 | Caleb Ewan           | Tom Dumoulin                     | Peter Sagan                     | Omar Fraile                             | Esteban Chaves                     | Team Sky             | Iljo Keisse          |
| 6ª                 | Esteban Chaves       | Esteban Chaves                   | Peter Sagan                     | Omar Fraile                             | Esteban Chaves                     | Team Sky             | Miguel Ángel Rubiano |
| 7ª                 | Bert-Jan Lindeman    | Esteban Chaves                   | Esteban Chaves                  | Omar Fraile                             | Esteban Chaves                     | Team Sky             | Amets Txurruka       |
| 8ª                 | Jasper Stuyven       | Esteban Chaves                   | Esteban Chaves                  | Omar Fraile                             | Esteban Chaves                     | Team Sky             | Ángel Madrazo        |
| 9ª                 | Tom Dumoulin         | Tom Dumoulin                     | Esteban Chaves                  | Omar Fraile                             | Tom Dumoulin                       | Team Sky             | Omar Fraile          |
| 10ª                | Kristian Sbaragli    | Tom Dumoulin                     | Esteban Chaves                  | Omar Fraile                             | Tom Dumoulin                       | Team Sky             | Carlos Verona        |
| 11ª                | Mikel Landa          | Fabio Aru                        | Esteban Chaves                  | Omar Fraile                             | Tom Dumoulin                       | Team Sky             | Mikel Landa          |
| 12ª                | Danny van Poppel     | Fabio Aru                        | Esteban Chaves                  | Omar Fraile                             | Tom Dumoulin                       | Team Sky             | Maxime Bouet         |
| 13ª                | Nélson Oliveira      | Fabio Aru                        | Esteban Chaves                  | Omar Fraile                             | Tom Dumoulin                       | Team Sky             | Pawel Poljanski      |
| 14ª                | Alessandro De Marchi | Fabio Aru                        | Esteban Chaves                  | Omar Fraile                             | Tom Dumoulin                       | Team Sky             | Carlos Quintero      |
| 15ª                | Joaquim Rodríguez    | Fabio Aru                        | Joaquim Rodríguez               | Omar Fraile                             | Joaquim Rodríguez                  | Team Sky             | Brayan Ramírez       |
| 16ª                | Fränk Schleck        | Joaquim Rodríguez                | Joaquim Rodríguez               | Omar Fraile                             | Joaquim Rodríguez                  | Team Sky             | Rodolfo Torres       |
| 17ª                | Tom Dumoulin         | Tom Dumoulin                     | Joaquim Rodríguez               | Omar Fraile                             | Joaquim Rodríguez                  | Team Sky             | Tom Dumoulin         |
| 18ª                | Nicolas Roche        | Tom Dumoulin                     | Joaquim Rodríguez               | Omar Fraile                             | Joaquim Rodríguez                  | Movistar Team        | Ángel Madrazo        |
| 19ª                | Alexis Gougeard      | Tom Dumoulin                     | Joaquim Rodríguez               | Omar Fraile                             | Joaquim Rodríguez                  | Movistar Team        | Alexis Gougeard      |
| 20ª                | Rubén Plaza          | Fabio Aru                        | Joaquim Rodríguez               | Omar Fraile                             | Joaquim Rodríguez                  | Movistar Team        | Rubén Plaza          |
| 21ª                | John Degenkolb       | Fabio Aru                        | Alejandro Valverde              | Omar Fraile                             | Joaquim Rodríguez                  | Movistar Team        | non assegnato        |
| Classifiche finali | Classifiche finali   | Fabio Aru                        | Alejandro Valverde              | Omar Fraile                             | Joaquim Rodríguez                  | Movistar Team        | Tom Dumoulin         |

Maglie indossate da altri ciclisti in caso di due o più maglie vinte
- Nella 3ª tappa Tom Dumoulin ha indossato la maglia verde al posto di Esteban Chaves.
- Nella 3ª tappa Walter Pedraza ha indossato la maglia a pois al posto di Esteban Chaves.
- Nella 3ª tappa Nicolas Roche ha indossato la maglia bianca al posto di Esteban Chaves.
- Nella 4ª e nell'8ª tappa Peter Sagan ha indossato la maglia verde al posto di Esteban Chaves.
- Dalla 4ª alla 5ª e dalla 7ª alla 9ª tappa Tom Dumoulin ha indossato la maglia bianca al posto di Esteban Chaves.
- Nella 9ª tappa Alejandro Valverde ha indossato la maglia verde al posto di Esteban Chaves.
- Nella 10ª e nella 11ª tappa Joaquim Rodríguez ha indossato la maglia bianca al posto di Tom Dumoulin.
- Nella 16ª e nella 21ª tappa Tom Dumoulin ha indossato la maglia bianca al posto di Joaquim Rodríguez.
- Nella 17ª tappa Esteban Chaves ha indossato la maglia verde al posto di Joaquim Rodríguez.
- Dalla 17ª alla 20ª tappa Fabio Aru ha indossato la maglia bianca al posto di Joaquim Rodríguez.

## Classifiche finali

### Classifica generale - Maglia rossa
| Pos. | Corridore          | Squadra      | Tempo     |
| ---- | ------------------ | ------------ | --------- |
| 1    | Fabio Aru          | Astana       | 85h36'13" |
| 2    | Joaquim Rodríguez  | Katusha      | a 57"     |
| 3    | Rafał Majka        | Tinkoff-Saxo | a 1'09"   |
| 4    | Nairo Quintana     | Movistar     | a 1'42"   |
| 5    | Esteban Chaves     | Orica        | a 3'10"   |
| 6    | Tom Dumoulin       | Giant        | a 3'46"   |
| 7    | Alejandro Valverde | Movistar     | a 6'47"   |
| 8    | Mikel Nieve        | Sky          | a 7'06"   |
| 9    | Daniel Moreno      | Katusha      | a 7'12"   |
| 10   | Louis Meintjes     | MTN          | a 10'26"  |

### Classifica a punti - Maglia verde
| Pos. | Corridore          | Squadra  | Punti |
| ---- | ------------------ | -------- | ----- |
| 1    | Alejandro Valverde | Movistar | 118   |
| 2    | Joaquim Rodríguez  | Katusha  | 116   |
| 3    | Esteban Chaves     | Orica    | 108   |
| 4    | Tom Dumoulin       | Giant    | 105   |
| 5    | Nicolas Roche      | Sky      | 97    |

### Classifica scalatori - Maglia a pois
| Pos. | Corridore            | Squadra    | Punti |
| ---- | -------------------- | ---------- | ----- |
| 1    | Omar Fraile          | Caja Rural | 82    |
| 2    | Rubén Plaza          | Lampre     | 63    |
| 3    | Fränk Schleck        | Trek       | 30    |
| 4    | Alessandro De Marchi | BMC        | 28    |
| 5    | Mikel Landa          | Astana     | 25    |

### Classifica combinata - Maglia bianca
| Pos. | Corridore         | Squadra      | Punti |
| ---- | ----------------- | ------------ | ----- |
| 1    | Joaquim Rodríguez | Katusha      | 16    |
| 2    | Fabio Aru         | Astana       | 23    |
| 3    | Tom Dumoulin      | Giant        | 24    |
| 4    | Rafał Majka       | Tinkoff-Saxo | 38    |
| 5    | Esteban Chaves    | Orica        | 43    |

### Classifica a squadre
| Pos. | Squadra         | Tempo      |
| ---- | --------------- | ---------- |
| 1    | Movistar Team   | 256h44'38" |
| 2    | Team Sky        | a 29'47"   |
| 3    | Team Katusha    | a 35'44"   |
| 4    | Astana Pro Team | a 48'24"   |
| 5    | Team Europcar   | a 1h11'00" |